# UAE Team Emirates/2024
Deze pagina geeft een overzicht van de UCI World Tour wielerploeg UAE Team Emirates in 2024.

## Algemeen
Teammanager: Mauro Gianetti
Ploegleiders: Fabio Baldato, Jose Antonio Fernandez, Fabrizio Guidi, Andrej Hauptman, Marco Marcato, Tomas Aurelio Gil Martinez Marco Marzano, Yousif Mirza, Manuele Mori, Simone Pedrazzini, Jan Polanc
Fietsen: Colnago
Kleding: Pissei

## Renners
| Naam                 | Geboortedatum | Nationaliteit       | Ploeg 2023                 |
| -------------------- | ------------- | ------------------- | -------------------------- |
| João Almeida         | 05-08-1998    | Portugal            |                            |
| Igor Arrieta         | 08-12-2002    | Spanje              | Equipo Kern Pharma         |
| Juan Ayuso           | 16-09-2002    | Spanje              |                            |
| Filippo Baroncini    | 26-08-2000    | Italië              | Lidl-Trek                  |
| Sjoerd Bax           | 06-01-1996    | Nederland           |                            |
| Mikkel Bjerg         | 03-11-1998    | Denemarken          |                            |
| Jan Christen         | 26-06-2004    | Zwitserland         |                            |
| Alessandro Covi      | 28-09-1998    | Italië              |                            |
| Isaac del Toro       | 27-11-2003    | Mexico              | A.R Monex Pro Cycling Team |
| Finn Fisher-Black    | 21-12-2001    | Nieuw-Zeeland       |                            |
| Felix Großschartner  | 23-12-1993    | Oostenrijk          |                            |
| Marc Hirschi         | 24-08-1998    | Zwitserland         |                            |
| Álvaro Hodeg         | 16-09-1996    | Colombia            |                            |
| Vegard Stake Laengen | 07-02-1989    | Noorwegen           |                            |
| Rafał Majka          | 12-09-1989    | Polen               |                            |
| Brandon McNulty      | 02-04-1998    | Verenigde Staten    |                            |
| Sebastián Molano     | 04-11-1994    | Colombia            |                            |
| António Morgado      | 28-01-2004    | Portugal            | Hagens Berman Axeon        |
| Domen Novak          | 12-07-1995    | Slovenië            |                            |
| Ivo Oliveira         | 05-09-1996    | Portugal            |                            |
| Rui Oliveira         | 05-09-1996    | Portugal            |                            |
| Tadej Pogačar        | 21-09-1998    | Slovenië            |                            |
| Nils Politt          | 06-03-1994    | Duitsland           | BORA-hansgrohe             |
| Pavel Sivakov        | 11-07-1997    | Frankrijk           | INEOS Grenadiers           |
| Marc Soler           | 22-11-1993    | Spanje              |                            |
| Diego Ulissi         | 15-07-1989    | Italië              |                            |
| Jay Vine             | 16-11-1995    | Australië           |                            |
| Michael Vink         | 22-11-1991    | Nieuw-Zeeland       |                            |
| Tim Wellens          | 10-05-1991    | België              |                            |
| Adam Yates           | 01-08-1992    | Verenigd Koninkrijk |                            |

### Vertrokken
| Naam             | Geboortedatum | Nationaliteit | Ploeg 2024             |
| ---------------- | ------------- | ------------- | ---------------------- |
| Pascal Ackermann | 17-01-1994    | Duitsland     | Israel-Premier Tech    |
| George Bennett   | 07-04-1990    | Nieuw-Zeeland | Israel-Premier Tech    |
| Davide Formolo   | 25-10-1992    | Italië        | Movistar Team          |
| Ryan Gibbons     | 13-08-1994    | Zuid-Afrika   | Lidl-Trek              |
| Felix Groß       | 04-09-1998    | Duitsland     | Rad-Net Oßwald         |
| Jan Polanc       | 06-10-1992    | Slovenië      | Gestopt                |
| Matteo Trentin   | 02-08-1989    | Italië        | Tudor Pro Cycling Team |

## Overwinningen
| Nationale kampioenschappen wielrennen België - tijdrit: Tim Wellens Duitsland - tijdrit: Nils Politt Oostenrijk - tijdrit: Felix Großschartner Portugal - tijdrit: António Morgado Slovenië - wegrit: Domen Novak Verenigde Staten - tijdrit: Brandon McNulty Wereldkampioenschappen Wegwedstrijd: Tadej Pogačar Tour Down Under 2e etappe: Isaac del Toro Jongerenklassement: Isaac del Toro Ronde van Valencia 4e etappe: Brandon McNulty Eindklassement: Brandon McNulty Muscat Classic Finn Fisher-Black Ronde van Oman 2e etappe: Finn Fisher-Black 5e etappe: Adam Yates Eindklassement: Adam Yates Puntenklassement: Finn Fisher-Black Jongerenklassement: Finn Fisher-Black Ploegenklassement: *1) Ronde van de Algarve Jongerenklassement: António Morgado Ronde van de Verenigde Arabische Emiraten 2e etappe (ITT): Brandon McNulty Faun-Ardèche Classic Juan Ayuso Faun Drome Classic Marc Hirschi Strade Bianche Tadej Pogačar Tirreno-Adriatico 1e etappe: Juan Ayuso Jongerenklassement: Juan Ayuso Ploegenklassement: *2) Parijs-Nice 3e etappe (TTT): *3) Ploegenklassement: *3) Ronde van Catalonië 2e etappe: Tadej Pogačar 3e etappe: Tadej Pogačar 6e etappe: Tadej Pogačar 7e etappe: Tadej Pogačar Eindklassement: Tadej Pogačar Puntenklassement: Tadej Pogačar Bergklassement: Tadej Pogačar Internationale Wielerweek 2e etappe: Diego Ulissi Grote Prijs Miguel Indurain Brandon McNulty | Ronde van het Baskenland Eindklassement: Juan Ayuso Jongerenklassement: Juan Ayuso Ploegenklassement: *4) Ronde van de Abruzzen 2e etappe: Jan Christen 4e etappe: Pavel Sivakov Ploegenklassement: *5) Ronde van Romagna António Morgado Luik-Bastenaken-Luik Tadej Pogačar Ronde van Romandië 3e etappe: Brandon McNulty Ploegenklassement: *6) Ronde van Asturië 1e etappe: Isaac del Toro 2e etappe: António Morgado 3e etappe: Finn Fisher-Black Eindklassement: Isaac del Toro Puntenklassement: Isaac del Toro Jongerenklassement: Isaac del Toro Ploegenklassement: *7) Ronde van Italië 2e etappe: Tadej Pogačar 7e etappe: Tadej Pogačar 8e etappe: Tadej Pogačar 15e etappe: Tadej Pogačar 16e etappe: Tadej Pogačar 20e etappe: Tadej Pogačar Ronde van Zwitserland 5e etappe: Adam Yates 6e etappe: João Almeida 7e etappe: Adam Yates 8e etappe: João Almeida Eindklassement: Adam Yates Puntenklassement: Adam Yates Bergklassement: Adam Yates Ploegenklassement: *8) Ronde van Frankrijk 4e etappe: Tadej Pogačar 14e etappe: Tadej Pogačar 15e etappe: Tadej Pogačar 19e etappe: Tadej Pogačar 20e etappe: Tadej Pogačar 21e etappe: Tadej Pogačar Eindklassement: Tadej Pogačar Ploegenklassement: *9) Ronde van Oostenrijk 3e etappe: Diego Ulissi Eindklassement: Diego Ulissi Puntenklassement: Diego Ulissi Ploegenklassement: *10) | Ronde van de Appennijnen Jan Christen Prueba Villafranca de Ordizia Jan Christen Ronde van Tsjechië 2e etappe: Marc Hirschi Eindklassement: Marc Hirschi Puntenklasseemnt: Marc Hirschi Ronde van Burgos 4e etappe (ITT): Jay Vine Clásica San Sebastián Marc Hirschi Ronde van Polen 2e etappe: Tim Wellens Puntenklassement: Diego Ulissi Ploegenklassement: *11) Ronde van Spanje 1e etappe (ITT): Brandon McNulty 9e etappe: Adam Yates 16e etappe: Marc Soler Bergklassement: Jay Vine Ploegenklassement: *12) Bretagne Classic Marc Hirschi GP Industria & Artigianato-Larciano Marc Hirschi Coppa Sabatini Marc Hirschi Memorial Marco Pantani Marc Hirschi Grote Prijs van Montréal Tadej Pogačar Super 8 Classic Filippo Baroncini Ronde van Luxemburg 4e etappe (ITT): Juan Ayuso Ploegenklassement: *13) CRO Race 2e etappe: Juan Sebastián Molano 3e etappe: Brandon McNulty Eindklassement: Brandon McNulty Ronde van Emilia Tadej Pogačar Coppa Agostoni Marc Hirschi Ronde van Lombardije Tadej Pogačar Ronde van Guangxi Ploegenklassement: *14) |

*1) Ploeg Ronde van Oman: Alhammadi, Almutaiwei, Fisher-Black, Hodeg, Laengen, Ulissi, Yates
*2) Ploeg Tirreno-Adriatico: Ayuso, Bjerg, Covi, del Toro, Hirschi, Majka, Vink
*3) Ploeg Parijs-Nice: Almeida, Fisher-Black, Großschartner, McNulty, Politt, Soler, Vine
*4) Ploeg Ronde van het Baskenland: Ayuso, Arrieta, Bax, del Toro, McNulty, Soler, Vine
*5) Ploeg Ronde van de Abruzzen: Christen, Guatibonza, Laengen, Sivakov, Torres, Ulissi, Yates
*6) Ploeg Ronde van Romandië: Ayuso, Christen, Großschartner, McNulty, I. Oliveira, Sivakov, Yates
*7) Ploeg Ronde van Asturië: Arrieta, Bax, del Toro, Fisher-Black, Majka, Morgado, Torres
*8) Ploeg Ronde van Zwitserland: Almeida, Baroncini, Christen, del Toro, Fisher-Black, Hirschi, Yates
*9) Ploeg Ronde van Frankrijk: Almeida, Ayuso, Pogačar, Politt, Sivakov, Soler, Wellens, Yates
*10) Ploeg Ronde van Oostenrijk: Bax, Christen, Covi, Großschartner, Majka, R. Oliveira, Ulissi
*11) Ploeg Ronde van Polen: Christen, Großschartner, Laengen, Majka, Molano, Ulissi, Wellens
*12) Ploeg Ronde van Spanje: Almeida, Baroncini, Del Toro, McNulty, Sivakov, Soler, Yates, Vine
*13) Ploeg Ronde van Luxemburg: Ayuso, Fisher-Black, Großschartner, Hirschi, I. Oliveira, Politt
*14) Ploeg Ronde van Guangxi: Arrieta, Großschartner, Laengen, Molano, Sivakov, Vink, Wellens
Mannen:1991 · 1992 · 1993 · 1994 · 1995 · 1996 · 1997-1998 · 1999 · 2000 · 2001 · 2002 · 2003 · 2004 · 2005 · 2006 · 2007 · 2008 · 2009 · 2010 · 2011 · 2012 · 2013 · 2014 · 2015 · 2016 · 2017 · 2018 · 2019 · 2020 · 2021 · 2022 · 2023 · 2024 · 2025
Vrouwen:2022 · 2023 · 2024 · 2025
Alpecin-Deceuninck · Arkéa-B&B Hotels · Astana Qazaqstan · Bahrain Victorious · BORA-hansgrohe · Cofidis · Decathlon AG2R La Mondiale · EF Education-EasyPost · Groupama-FDJ · INEOS Grenadiers · Intermarché-Wanty · Lidl-Trek · Movistar Team · Soudal Quick-Step · dsm-firmenich PostNL · Jayco AlUla · UAE Team Emirates · Visma-Lease a Bike